# 桜井健太朗
桜井 健太朗（さくらい けんたろう、1987年2月7日 - ）は、放送作家。京都市出身、京都両洋高等学校卒業。2013年より構成作家、放送作家として活動中。

## 人物
漫才、コント、落語、テレビ、ラジオの制作、構成に携る。
| スタブアイコン | サブスタブ | この項目は、まだ閲覧者の調べものの参照としては役立たない、人物に関連した書きかけの項目です。この項目を加筆・訂正などしてくださる協力者を求めています（P:人物伝/PJ:人物伝）。 |